# Don Giovanni Records
Don Giovanni Records es un sello discográfico independiente que se especializa en el punk rock de Nuevo Brunswick, Nueva Jersey. Cada año la discográfica realiza el concierto "Don Giovanni Records Showcase", en el que se dan a conocer nuevas bandas de Nueva Jersey.

## Historia
Don Giovanni Records fue fundada por Joe Steinhardt y Zach Gajewski mientras vivían en Boston en 2003.
El enfoque principal de Don Giovanni ha estado en bandas locales de la escena musical independiente de Nueva York/Nueva Jersey con un fuerte enfoque en Nuevo Brunswick, NJ. El sello también tiene reputación por apoyar y trabajar con artistas LGBT y grupos liderados por mujeres, tales como Screaming Females, Waxahatchee, Priests, Laura Stevenson & The Cans, Downtown Boys, Aye Nako y Vacation.
Steinhardt y Gajewski comenzaron la discográfica mientras tocaban a su vez en sus propias bandas y asistían a la universidad de Boston, donde los dos se conocieron. Después de su graduación se mudaron a Nuevo Brunswick, de donde era originario Steinhardt, con el fin de dedicarse a la discográfica a de tiempo completo.

## Don Giovanni Records Showcase
Don Giovanni Records Showcase es un concierto anual de punk rock que tiene lugar en los alrededores de la ciudad de Nueva York cada año el primer sábado de febrero. El espectáculo fue presentado por Don Giovanni Records y reservado por el dueño del sello Joe Steinhardt. El primer Showcase fue en 2008 en la Hoboken de Maxwell, Nueva Jersey, y fue encabezado por The Ergs!. El evento ha tenido lugar en diversas sedes, como Bowery Ballroom, Music Hall de Williamsburg, o Knitting Factory. Algunos años, el fin de semana ha comenzado con una jornada de música para todas las edades en la sala Death by Audio. Si bien los conciertos son protagonizados principalmente por grupos editados por Don Giovanni Records, otras bandas afines a la discográfica han sido en ocasiones invitadas a los shows.

### Carteles
| Feb. 2, 2008 - The Ergs! - Dustheads - Hunchback - For Science - The Steinways - The Measure (SA) - Groucho Marxists - Hellhole Feb. 7, 2009 - Screaming Females - For Science - Last Show - The Measure (SA) - Cheeky - Groucho Marxists - Pregnant - The Steinways Feb. 6, 2010 - Shellshag - forgetters - Screaming Females - JEFF the Brotherhood - The Measure (SA) - Black Wine - Groucho Marxists Feb. 11, 2011 - The Steinways - The Measure (SA) - Black Wine - Full of Fancy - Big Eyes Feb. 12, 2011 - Screaming Females - Laura Stevenson and the Cans - Shellshag - Lemuria - Byrds of Paradise Feb. 11, 2012 - Screaming Females - Laura Stevenson and the Cans - For Science - Shellshag - Black Wine Feb. 8, 2013 - Laura Stevenson - Jeffrey Lewis - Waxahatchee - Lemuria - Hilly Eye Feb. 9, 2013 - Screaming Females - Black Wine - Stormshadow - Home Blitz - Shellshag Feb. 6, 2014 - Tenement - Night Birds - Vacation - Nuclear Santa Claust - The Groucho Marxists Feb. 7, 2014 - Laura Stevenson - Shellshag - Upset - Nude Beach - Worriers Feb. 8, 2014 - Screaming Females - California X - Brick Mower - Priests - Black Wine Feb. 6, 2015 - Nude Beach - Shellshag - The Hamiltons - Mal Blum - Black Wine - Crow Bait - Chris Gethard Feb. 7, 2015 - California X - Downtown Boys - Pinkwash - Worriers - Nuclear Santa Claust - Brick Mower - Alice - Chris Gethard |

## Artistas actuales
- Alice
- Aye Nako
- Big Eyes
- Black Wine
- Brick Mower
- Byrds Of Paradise
- California X
- The Degenerics
- Downtown Boys
- Dustheads
- The Ergs!
- For Science
- Full Of Fancy
- Chris Gethard
- Giant Peach
- The Groucho Marxists
- Hellhole
- Hilly Eye
- Hunchback
- Izzy True
- Jeffrey Lewis
- Kamikaze
- Laura Stevenson
- Larry Livermore
- The Lookouts
- Mal Blum
- The Measure
- Mitski
- Modern Hut
- Noun
- Nude Beach
- Nuclear Santa Claust
- Plastic Cross
- Priests
- Pregnant
- Project 27
- Roadside Graves
- Rubber Molding
- Screaming Females
- Shape Shifter
- Snakebite
- Shellshag
- Peter Stampfel
- The Steinways
- Stormshadow
- Talk Hard
- Tenement
- Upset
- Vacation
- Waxahatchee
- Worriers